# مونت كارمل (كيبك)
مونت كارمل (بالإنجليزية: Mont-Carmel, Quebec)‏ هي بلدية محلية في كيبيك تقع في كندا في Kamouraska. يقدر عدد سكانها بـ 1,136 نسمة ومساحتها 438.60 كم2 .